# Pampa do Tamarugal

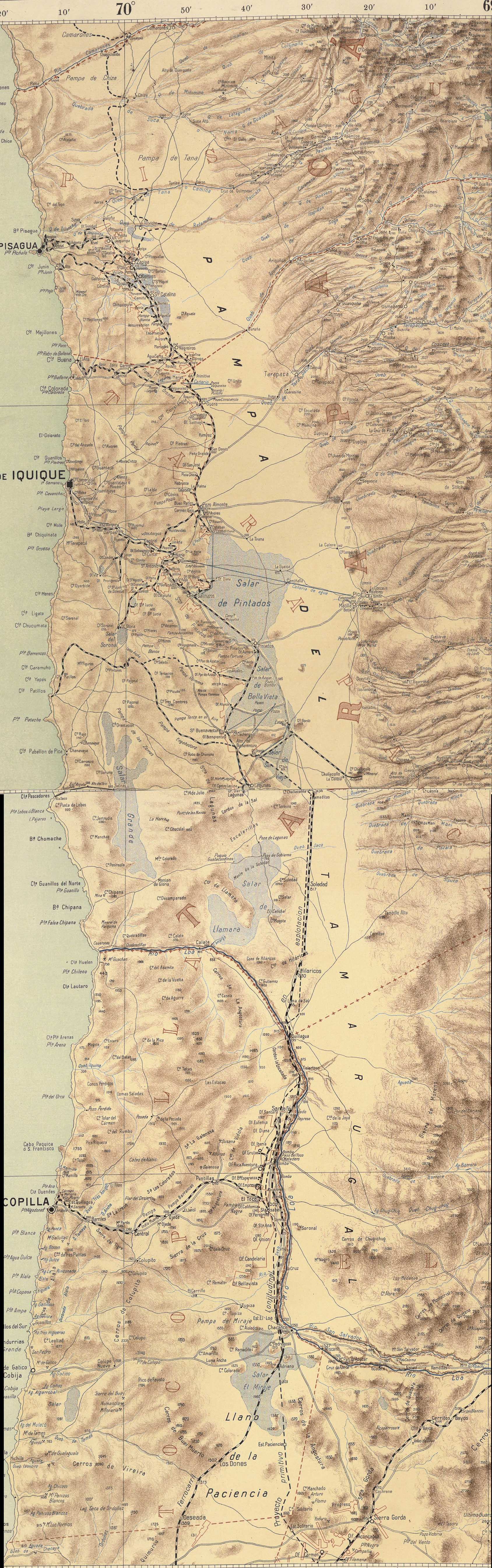
Mapa do Pampa do Tamarugal

O Pampa do Tamarugal é uma planície localizada na Região de Tarapacá, Chile; e está inserido no núcleo hiper árido do deserto do Atacama. O pampa recebeu este nome devido a árvore nativa Prosopis tamarugo, que nasce na região.

## História
Há evidências que as primeiras ocupações humanas na região da planície ocorreram por volta de 13.000 anos, por caçadores-coletores, quando havia um bom evento pluvial central andino. Uma série de ocupações humanas ocorreram entre 12.800 e 11.700 anos, onde foram descobertos artefatos como ferramentas líticas, pigmentos vermelhos para uso doméstico, e fibras vegetais e animais processadas. Entre 10.000 e 3.000 anos, a região passou por um período intenso e prolongado de aridez, e as pessoas abandonaram a região, migrando para a costa ou para o altiplano.
Entre 2.500 e 1.100 anos, gradativamente houve um aumento dos níveis freáticos da planície, o que estimulou a cobertura vegetal natural, atraindo novamente a ocupação humana. Começaram a surgir assentamentos dispersos como Pircas, Caserones, Ramaditas, Guatacondo, La Capilla, entre outros. Durante este período, houve um desenvolvimento no sistema de caça e coleta, na produção têxtil e na produção de cerâmica e cestaria. Também passaram a desenvolver técnicas para a gestão da água, como construção de barragens, de canais de irrigação e de áreas de cultivo bem drenadas, pois ainda ocorriam períodos de seca, de curto prazo.
Por volta de 1.100 anos, o período de chuvas reduziu, e novamente houve uma nova migração para a costa e para o altiplano, diminuindo permanentemente a presença de pessoas na planície.
No período colonial, a região passou a ser explorada para a mineração de prata. E a árvore nativa, tamarugo e o alfarroba passaram a ser utilizadas extensivamente para a produção de lenha e carvão, para a mineração. No início do século XIX, a região também passou a ser explorada para a mineração de salitre, aumentando o uso das árvores nativas para combustível, ocorrendo a diminuição descontrolada da florestal nativa desértica.

## Localização
Possui aproximadamente de 30 a 40 metros de largura, e 400 quilômetros de extensão. Fica localizado na depressão central, entre a Cordilheira da Costa, no oeste; e a Cordilheira dos Andes, no leste; e delimitado pelo rio Loa, ao sul; e pelo desfiladeiro de Tiliviche, ao norte.

## Características
A região é extremamente árida, com a umidade relativa do ar oscilando entre 10% e 30% durante o dia, e precipitação pluviométrica menor que 1 mm/ano. Possui uma ampla oscilação térmica diurna, com presença de neblina nas regiões mais baixas da planície, na parte da manhã. E temperaturas baixas durante à noite, podendo ocorrer geadas em algumas épocas do ano. A temperatura mínima varia entre -5°C a -12°C e a temperatura máxima varia entre 35°C e 36°C, com médias mensais de 18°C.
O relevo é suave, com inclinação de 1 a 2% de leste para oeste. Com altitude que varia entre 300 e 1.200 metros acima do nível do mar. Somente interrompido pelos morros Challacollo e Gordo, que possuem altitude de 2.000 acima do nível do mar.
A flora local é apresentada pela  tamarugo (Prosopis tamarugo), a alfarroba chilena (Prosopis chilensis), a alfarroba branca (Prosopis alba) e a fortuna (Prosopis strombulifera).
A planície abriga o Aquífero Pampa do Tamarugal, que abrange uma área de 5.000 km², e é a única fonte de água potável para uma vasta região no deserto do Atacama, principalmente para a cidade de Iquique.

## Reserva Nacional Pampa do Tamarugal
A reserva está localizada nas comunas Huara e Pozo Almonte; foi criada em 18 de dezembro de 1987, com uma área de proteção de 128.763 hectares. Está aberta ao público, e pode ser observada a maior plantação de floresta nativa de tamarugo (Prosopis tamarugo) do Chile e os geoglífos do Cerro Pintado.